# Starîi Porîțk, Ivanîci
Starîi Porîțk (în ucraineană Старий Порицьк) este localitatea de reședință a comunei Starîi Porîțk din raionul Ivanîci, regiunea Volînia, Ucraina.

## Demografie
Componența lingvistică a localității Starîi Porîțk
     Ucraineană (97,93%)
     Rusă (2,07%)
Conform recensământului din 2001, majoritatea populației localității Starîi Porîțk era vorbitoare de ucraineană (97,93%), existând în minoritate și vorbitori de rusă (2,07%).